# Еленов-Дол
Еленов-Дол (болг. Еленов дол) — село в Болгарии. Находится в Софийской области, входит в общину Своге. Население составляет 51 человек (2022).

## Политическая ситуация
Еленов-Дол подчиняется непосредственно общине и не имеет своего кмета.
Кмет (мэр) общины Своге — Емил Цветанов Атанасов (Болгарская социалистическая партия (БСП), Национальное движение «Симеон Второй» (НДСВ), «ЛИДЕР», Зелёные, Политический клуб «Экогласность», Евророма) по результатам выборов.